# Lamberto Vannutelli
Lamberto Vannutelli (Roma, 24 giugno 1871 – Roma, 5 aprile 1966) è stato un ammiraglio ed esploratore italiano, che prese parte alla seconda spedizione condotta dall'esploratore Vittorio Bottego in Africa Orientale tra il 1895 e il 1897..

## Biografia
Nacque a Roma il 24 giugno 1871, figlio di Ugolino e Adele Costa. Frequentò per tre anni l'Istituto ginnasiale Massimo alle Terme, e poi l'anno preparatorio per l'ammissione all'accademia navale presso l'Istituto Verger. Nel 1886 fu ammesso al primo corso della Regia Accademia Navale di Livorno, da cui uscì con il grado di guardiamarina nel 1891. Imbarcato dapprima sulla pirofregata corazzata Regina Maria Pia, venne promosso sottotenente di vascello nel 1893, fu imbarcato sull'incrociatore torpediniere Minerva, allora nave stazionaria a Massaua, nella Somalia italiana. Rientrato in Patria frequentò il corso superiore presso l'accademia, che terminò nel 1895. In quell'anno scrisse all'esploratore Vittorio Bottego una lettera in cui gli chiedeva di poter partecipare alla seconda missione che intendeva intraprendere nell'Africa orientale. La sua domanda venne accettata, e il 12 giugno il Ministero degli Affari Esteri lo distaccò a disposizione della Società geografica italiana, aggregato alla spedizione con il compito di effettuare i rilievi astronomici e topografici al fine di determinare l'itinerario. Bottego, Citerni, lui e il dottor Maurizio Sacchi salparono da Napoli il 3 luglio, raggiungendo Massaua, nella Somalia italiana, il giorno 14 dello stesso mese. Il viaggio iniziò il 4 settembre, e gli esploratori raggiunsero Brava il 1º ottobre e Lugh il 14 novembre. Da qui iniziò la penetrazione nell'interno, dapprima lungo il corso del Ganana, poi lungo il Daua, seguendo la carovaniera che da Lugh portava alla regione dei laghi equatoriali, toccando Neboi, Malcà-Dacà, Bua-Herera e Jabicio. Lasciato il corso del Daua l'8 febbraio, alla fine del mese visitarono i Boràn, e nei primi giorni del mese di aprile gli Amara. L'8 dello stesso mese resero omaggio alla tomba di Eugenio Ruspoli, situata nel territorio di Burgi.
Ai primi di maggio raggiunsero il lago Ciamò, nell'Etiopia meridionale, e pochi giorni dopo scoprirono un lago molto più grande che fu ribattezzato Lago Regina Margherita. Superate le montagne del Goge, la spedizione raggiunse le rive del fiume Omo il 29 giugno, arrivando sul lago Rodolfo il 30 agosto, scoprendo che tale lago non aveva emissari e quindi il corso dell'Omo lì terminava. Proseguendo ad ovest, verso il confine con il Sudan, alla ricerca delle sorgenti di un affluente di destra del Nilo, il Sobat, gli esploratori furono bloccati dalle autorità etiopiche su ordine del Negus Menelik II. Bottegò cercò di aprirsi la strada con la forza, raggiungendo l'isolato colle di Daga-Roba, sito nei pressi di Gidami, dove il 17 marzo 1897 fu attaccato da un gruppo di armati. Bottego rimase ucciso, mentre lui e Citerni caddero prigionieri. Anche l'altro membro della spedizione, il dottor Maurizio Sacchi che aveva lasciato il gruppo principale, in quanto incaricato da Bottego di scortare fino alla costa un ingente carico di avorio e le raccolte naturalistiche della spedizione, era stato attaccato e ucciso da alcuni predoni amara il 7 febbraio 1897, sulle rive del lago Regina Margherita.
I superstiti furono rilasciati il 6 giugno per l'intervento del maggiore Cesare Nerazzini, plenipotenziario italiano alla corte di Menelik, raggiungendo Addis Abeba il 22 giugno, e poi rientrarono in Italia, arrivando a Napoli il 7 agosto. Nel dicembre dello stesso anno il Negus Menelik mandò alla Società Geografica tre casse contenenti documenti e collezioni di grande interesse, tra cui quasi tutti i taccuini di Bottego Con l'aiuto di questi diari, di quelli di Sacchi, dei loro personali appunti, lui e Citerni pubblicarono nel 1899 il libro L'Omo. Viaggio d'esplorazione nell'Africa orientale.
Nel settembre 1897 venne promosso tenente di vascello, ed al termine del 1899 si imbarcò sull'incrociatore protetto Elba partendo per l'Estremo Oriente, rimanendo in Cina per i successivi due anni. Rientrò in Italia a bordo dell'ariete torpediniere Liguria nel 1900, e prese servizio presso l'ufficio del Capo di stato maggiore della Marina. Nel 1903 si sposò con la signorina Elisa Carra.
Tra il 1904 e il 1907 fu nuovamente a disposizione della Società Geografica per due missioni nell'Asia Minore, che descrisse in alcuni articoli nelle pagine del Bollettino della Società Geografica Italiana e nei libri In Anatolia, aprile-agosto 1904. I Vilajet settentrionali del 1905 e Anatolia meridionale e Mesopotamia del 1911.
Lasciato il mondo delle esplorazioni, comandò le torpediniere Nibbio e Canopo, venendo promosso capitano di corvetta nel 1910, quando assunse il comando di una squadriglia di torpediniere. 
Prese parte alla guerra italo-turca del 1911-1912 al comando dell'incrociatore ausiliario Città di Catania. Nel 1913 fu promosso capitano di fregata, divenendo vicecomandante dell'incrociatore corazzato San Giorgio. Sall'atto dell'entrata in guerra del Regno d'Italia, avvenuta il 24 maggio 1915, si trovava presso il comando del Dipartimento marittimo di Taranto, e dal settembre successivo assunse il comando in successione dei cacciatorpediniere Carabiniere ed Espero e delle relative squadriglie.
Capitano di vascello nel 1917, a partire da quello stesso anno ricoprì l'incarico di addetto navale a Washington, negli Stati Uniti d'America fino al termine della guerra. Dopo la fine del conflitto prese servizio presso il Ministero della Marina, direzione generale del CREM.
Divenuto membro del consiglio superiore della Marina, fu collocato in servizio ausiliario speciale nel 1923, fu promosso contrammiraglio nel 1926. Messo a riposo per raggiunti limiti di età nel 1926 con il grado di ammiraglio di divisione, negli anni trenta, lavorò per un breve periodo presso la banca d'affari inglese Barclays. Si spense a Roma il 5 aprile 1966.

## Opere
- L'Omo. Viaggio d'esplorazione nell'Africa orientale, con Carlo Citerni, Ulrico Hoepli, Milano 1899.
- In Anatolia; rendiconto di una missione de geografia commerciale inviata dalla Società geografia italiana, aprile-agosto 1904. I vilajet settentrionali, Società geografica Italiana, Roma, 1905.
- Anatolia meridionale e Mesopotamia; rendiconto di una missione di geografia commerciale inviata dalla Società geografica italiana, maggio-dicembre 1906, Società geografica Italiana, Roma, 1911.
- L'enigma di Elisina Carra e la sua vita intima (1875–1950), Tipografia Ferri, Roma, 1951.
- Sguardo retrospettivo sulla mia vita nella Marina, Tipografia Ferri, Roma, 1959.
- La seconda spedizione Bottego nell'Africa Orientale, con Carlo Citerni, in Memorie della Società Geografica Italiana, volume VIII, parte II, Roma, 1898, pp. 199–223.
- Intorno all'ultima spedizione Bottego, Conferenza del tenente di Vascello L.V., in Atti del Terzo Congresso Geografico Italiano tenuto in Firenze dal 12 al 17 aprile 1898, volume primo, Firenze, Tipografia di M. Ricci, 1899, pp. 221–236.
- L'Ullaga e l'industria mineraria, Bollettino della Società Geografica Italiana, Roma, 1903.

### Esplicative
1. ↑  Durante in combattimento rimase ferito ad un piede.
2. ↑  M. Sacchi, assistente del Regio Ufficio centrale di meteorologia e geodinamica, aveva l'incarico delle osservazioni scientifiche in genere, e in particolare di quelle meteorologiche.
3. ↑  Purtroppo tra di essi mancava l'ultimo.

### Bibliografiche
1. 1 2 3  Alberini, Prosperini 2015, p. 535.
2. 1 2 3 4 5 6  Vento 2010, p. 442.
3. 1 2  Weber 2019, p. 81.
4. ↑  Il Corno d'Africa.
5. 1 2 3 4 5 6 7  Pompily 2019, p. 2.
6. 1 2 3 4   Francesco Surdich, CITERNI, Carlo, in Dizionario biografico degli italiani, vol. 26, Roma, Istituto dell'Enciclopedia Italiana, 1982.
7. 1 2  Hugues 2000, p. 442.
8. ↑  Weber 2019, p. 80.
9. 1 2 3 4 5 6  Alberini, Prosperini 2015, p. 536.